# Farnésène
Un farnésène est l'un des six stéréoisomères de deux sesquiterpènes isomères appelés α-farnésène (3,7,11-triméthyl-1,3,6,10-dodécatetraène) et β-farnésène (7,11-diméthyl-3-méthylène-1,6,10-dodécatriène) : le premier possède quatre stéréoisomères et le second en possède deux.
La forme naturelle la plus courante est le stéréoisomère (E,E)-α, qu'on trouve notamment à la surface des pommes, et qui donne son odeur caractéristique à la pomme verte. Son oxydation à l'air libre donne un composé qui attaque la membrane cellulaire des couches superficielles du fruit et provoque l'apoptose des cellules correspondantes. La forme (Z,E)-α a été isolée de l'huile d'espèces du genre Perilla. Ces deux formes sont également des phéromones sémiochimiques utilisées notamment comme signal d'alarme chez les termites et comme attracteur pour la carpocapse des pommes et des poires.
La forme (E)-β est pour sa part un constituant de diverses huiles essentielles ainsi qu'une phéromone d'alarme chez les Aphidoidea (pucerons).